# 富山市立山田小学校
富山市立山田小学校（とやましりつ やまだしょうがっこう）は富山県富山市にある公立小学校。

## 沿革
初代山田尋常小学校→山田国民学校→山田小学校
- 1904年（明治37年）4月20日 - 小島尋常小学校（1874年4月27日に小島小学校として創校）と湯村尋常小学校（1875年に湯村小学校として創立）が合併し、校舎を新築。山田尋常小学校が創立[2]。
- 1907年（明治40年） - 高等科を併置[3]。
- 1941年（昭和16年） - 山田国民学校が発足[4]。
- 1947年（昭和22年）
  - 2月 - 構内にあった忠魂碑を撤去[5]。
  - 4月 - 山田小学校と改称、高等科を廃止[5]。
- 1952年（昭和27年）10月 - 小中兼用の体育館が増改築[5]。
- 1956年（昭和31年）6月 - 校舎増改築[5]。同年7月14日落成式。校舎南側に2階建延べ建坪164坪を増築（普通教室4、作法室、音楽室の2特別教室が出来、防火扉も設けた）し、改築工事では正面玄関と普通玄関がそれぞれスマートな玄関口に改築された[6]。

現・山田小学校
- 1964年（昭和39年）
  - 6月 - 旧山田小学校、宿坊小学校を統合し、山田小学校発足。宿坊は教場として残る[7]。
  - 12月 - 統合山田小学校校舎着工[7]。
- 1965年（昭和40年）
  - 6月 - 清水小学校が山田小学校に統合され、旧清水小学校が教場となる[7]。
  - 10月18日 - 中瀬で統合新校舎の落成入校式[7][5]。
- 1966年（昭和41年）
  - 3月末 - 宿坊、清水両教場廃止[7]。
  - 8月 - 体育館着工[8]。
  - 12月 - 学校内に遠距離児童を対象とした冬期間の寄宿舎を設ける[9]。
- 1967年（昭和42年）3月14日 - 校舎、体育館の新築落成式典[8]。
- 1970年（昭和45年）5月13日 - 深道分校が高清水、深道地区の全村転出により閉校[8]。
- 1972年（昭和47年）4月 - 鍋谷小学校が山田小学校に統合される[8]。
- 1981年（昭和56年）9月 - 校内飲料水を簡易水道に切り替え[10]。
- 1983年（昭和58年） - 小学校横に小中兼用の寄宿舎を鉄筋コンクリート造3階建にて新築、同年12月より使用開始[11]。
- 2006年（平成18年）12月 - 富山市立山田中学校と一体となった新校舎が完成[12]。

## 通学区域
山田高清水、山田深道、山田数納、山田若狭、山田居舟、山田鍋谷、山田谷、山田若土、山田鎌倉、山田小谷、山田赤目谷、山田北山、山田湯、山田中村、山田小島、山田城山、山田上中瀬、山田竹の内、山田中瀬、山田白井谷、山田前田、山田沼又、山田牧、山田清水、山田今山田、山田宿坊、山田沢連、山田柳川、山田大山

## 進学先中学校
- 富山市立山田中学校[13]

## 周辺
- 富山市立山田中学校 - 同住所に存在
- 山田郵便局
- 富山県道59号富山庄川線